# Куракино (Кадуйский район)
Куракино — деревня в Кадуйском районе Вологодской области.
Входит в состав сельского поселения Семизерье (до 2015 года входила в Мазское сельское поселение), с точки зрения административно-территориального деления — в Мазский сельсовет.
Расположена на правом берегу реки Суда. Расстояние по автодороге до районного центра Кадуя — 40 км, до центра сельсовета деревни Маза — 6 км. Ближайшие населённые пункты — Мошницкое, Пименово, Усть-Колпь.
По переписи 2002 года население — 31 человек (14 мужчин, 17 женщин). Преобладающая национальность — русские (97 %).
В деревне Куракино родился Гурий Васильевич Судаков — председатель Законодательного Собрания Вологодской области (1995—1996), член Совета Федерации от Вологодской области (1996).